# Eduard Blasy
Eduard Dávid Blasy (Eduard David Blásy, Blazy; 3. května 1820, Veľká – 25. června 1888, Veľká) byl starosta Veľké, turistický nadšenec, kurátor evangelické církve, horský vůdce a člen lékařsko přírodovědeckého spolku.

## Životopis
Po absolvování základní školy ve Veľké (místní část Popradu), studoval na lyceu v Kežmarku. Krátce byl zaměstnán u obchodníka Steinhausze v Levoči. Pak se věnoval rodinnému hospodářství ve svém rodišti. Za účast v maďarské revoluci v letech 1848/49 byl vězněn v Krakově a v Prešově.
V roce 1851 se oženil s kežmarčankou Lujzou Sziftovou a zakrátko se stal starostou Veľké a kurátorem místní evangelické církve. Byl členem výboru Uherského karpatského spolku a stál u vzniku bývalého Tatranského muzea ve Veľké, které založil Uherský karpatský spolek. Během letních měsíců v letech 1869–1874 spravoval Starý Smokovec. Byl všestranným propagátorem tatranské přírody, horským vůdcem a průvodcem. V roce 1871 ve Velické dolině vybudoval turistickou chatu – Blasyho chatu. O tři roky později ji zničila lavina. V létě 1877 pomáhal při stavbě turistického chodníku ve Velické dolině k Dlouhému plesu. Byl členem bratislavského lékařsko-přírodovědného spolku, v médiích propagoval tatranskou turistiku a horolezectví. V roce 1840 uskutečnil Eduard Blast s průvodcem Janem Rumanem Driečným uskutečnil první známý letní prvovýstup na Rysy, kde mu byla odhalena pamětní deska.